# Mount Skidmore
Mount Skidmore är ett berg i Antarktis. Det ligger i Östantarktis. Argentina och Storbritannien gör anspråk på området. Toppen på Mount Skidmore är 865 meter över havet.
Terrängen runt Mount Skidmore är kuperad åt sydost, men åt nordväst är den platt. Trakten är obefolkad. Det finns inga samhällen i närheten.